# Elmira (Califórnia)
Elmira é uma Região censo-designada localizada no estado americano da Califórnia, no Condado de Solano.

## Demografia
Segundo o censo americano de 2000, a sua população era de 205 habitantes.

## Geografia
De acordo com o United States Census Bureau tem uma área de 1,4 km², dos quais 1,4 km² cobertos por terra e 0,0 km² cobertos por água. Elmira localiza-se a aproximadamente 53 m acima do nível do mar.

## Localidades na vizinhança
O diagrama seguinte representa as localidades num raio de 32 km ao redor de Elmira.